# That's All Right
That's All Right är Elvis Presleys första singelskiva. Låten skrevs och framfördes ursprungligen av bluesartisten Arthur Crudup som "That's All Right, Mama". Elvis version spelades in i början av juli 1954, och släpptes med "Blue Moon of Kentucky" som B-sida den 19 juli samma år.